# Autocars Company
Die Autocars Company Limited (hebräisch אוֹטוֹקַרְס Ōṭōqars) war ein 1957 in Haifa gegründeter israelischer Automobilhersteller. Produziert wurden Personenkraftwagen und Lieferwagen unter dem Markennamen Sabra (hebräisch צַבְּרָה Zabrah, deutsch ‚Kaktusfeige/Zabrah (im Heiligen Land geborene Jüdin)‘).  

## Geschichte

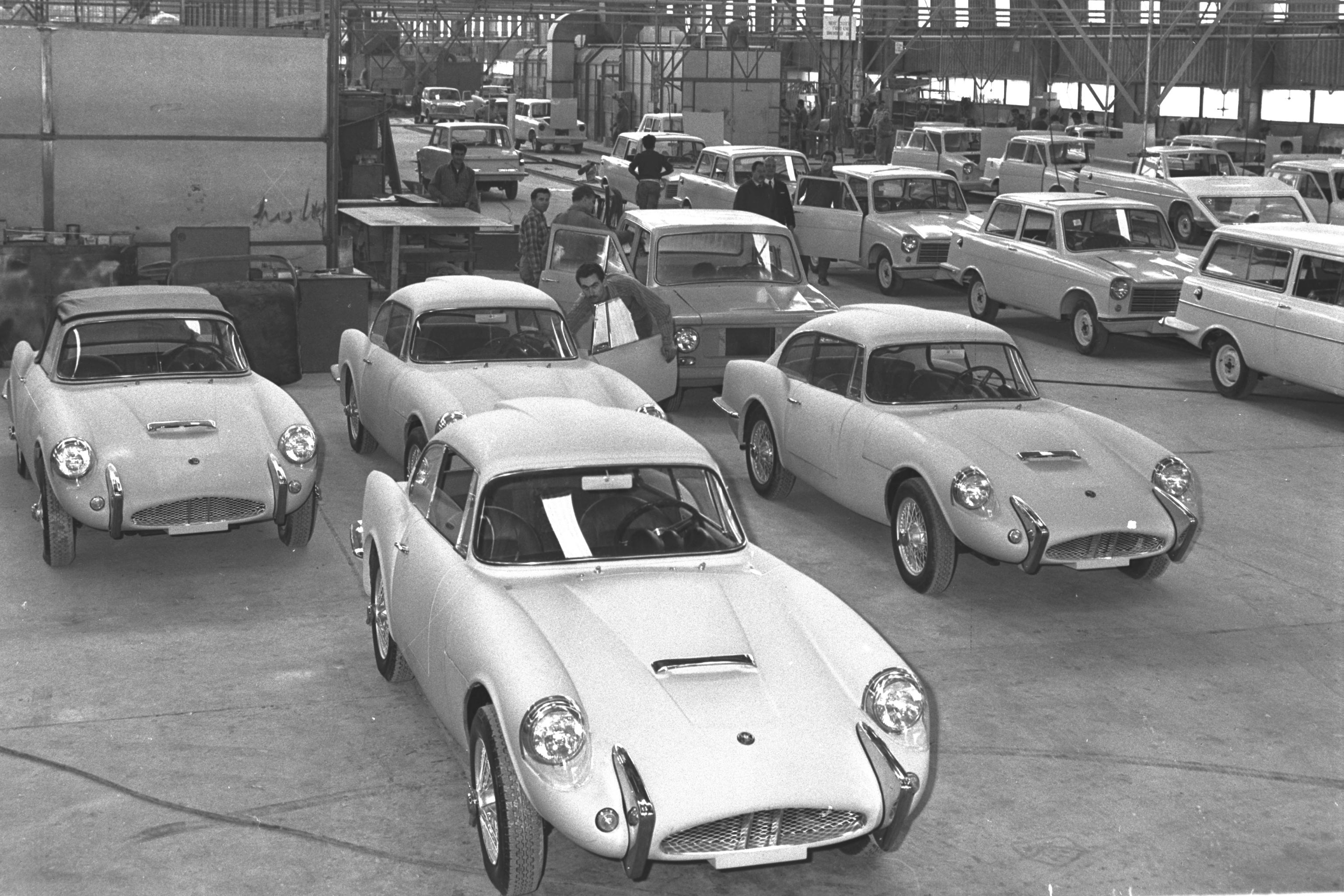
Sabra-Modelle Sport und Carmel 12 in den Fertigungshallen der Autocars Company Limited in Tirat Karmel, 1967

In der Anfangsphase arbeitete das Unternehmen eng mit der englischen Firma Reliant zusammen, einem Pionier bei der Fertigung von Kunststoffkarosserien im Automobilbau. Die Fahrzeugteile wurden in England produziert und als Bausatz nach Israel geliefert. Hergestellt wurde seit 1960 zunächst ein einfacher Kombi mit einer Kunststoffkarosserie auf einem Kastenrahmen, der 1-Liter-Motor stammte vom Ford Anglia und leistete in der Standardversion 39 SAE-PS. Die Bauweise erlaubte die Herstellung mehrerer Karosserievarianten. 

Seit Beginn der 1960er-Jahre wurde zudem eine Lizenzversion des zweisitzigen offenen Sportwagens Reliant Sabre unter der Bezeichnung „Sabra Sport“ angeboten. Der 1,7-Liter-Motor wurde vom Ford Consul übernommen, er leistete in der Ausgangsversion 61 SAE-PS, doch waren später auch Versionen mit bis zu 91 PS erhältlich. 
 1962 wurde das Angebot ausgebaut. Die zweisitzige Limousine Carmel war ebenfalls von Reliant entwickelt worden. Auch sie hatte eine Kunststoffkarosserie auf einem Kastenrahmen, eingebaut war ein vom Ford Anglia Super stammender 1,2-Liter-Motor. Der Kombi erhielt die Bezeichnung „Sussita“, was übersetzt "Pferdchen" bedeutet. Ein Jahr später wurde die Produktion eines viersitzigen GT-Coupés auf der Basis des Sabra Sport aufgenommen. Ab 1965 wurde der Carmel 12 als Attica Carmel 12 von Bioplastic in Griechenland in Lizenz gefertigt.
Seit 1966 gab es die Modelle Gilboa TR 12/50 und Sussita TR mit einer größeren Karosserie als ihre Vorgänger. Die Motoren stammten nun vom Triumph Herald und leisteten zunächst 51 DIN-PS. Die Herstellung der Sportwagen wurde 1968 aufgegeben. 
 1971 wurde die Kooperation mit British Leyland beendet. Angeboten wurden seither eine Limousine, die mit zwei oder vier Türen erhältlich war, ein darauf basierender Kombi sowie ein Lieferwagen. Die 1,3-Liter-Motoren stammten von Chrysler-Simca, später wurden Motoren des Ford Escort eingebaut. 

1974 wurde Autocars von Rom Carmel Industries übernommen, die Autos wurden nun unter Markenbezeichnung Rom verkauft. Dieses Unternehmen wurde 1978 von Urdan Industries aufgekauft, das heute ein Teil der israelischen Automotive Industries Limited ist.
Größere Stückzahlen erreichte die Produktion nie, und auch seit Anfang der 1960er-Jahre unternommene Versuche, die Wagen zu exportieren, hatten wenig Erfolg. 1970 sollen 1300 Exemplare hergestellt worden sein, für das Jahr 1979 ist von einem Ausstoß von 1500 Fahrzeugen und etwa 500 Mitarbeitern die Rede. Anfang der 1980er-Jahre verschwand die Marke schließlich vom Markt. 1980 war das letzte volle Produktionsjahr, spätestens 1982 wurden die letzten Fahrzeuge hergestellt.

## Modelle

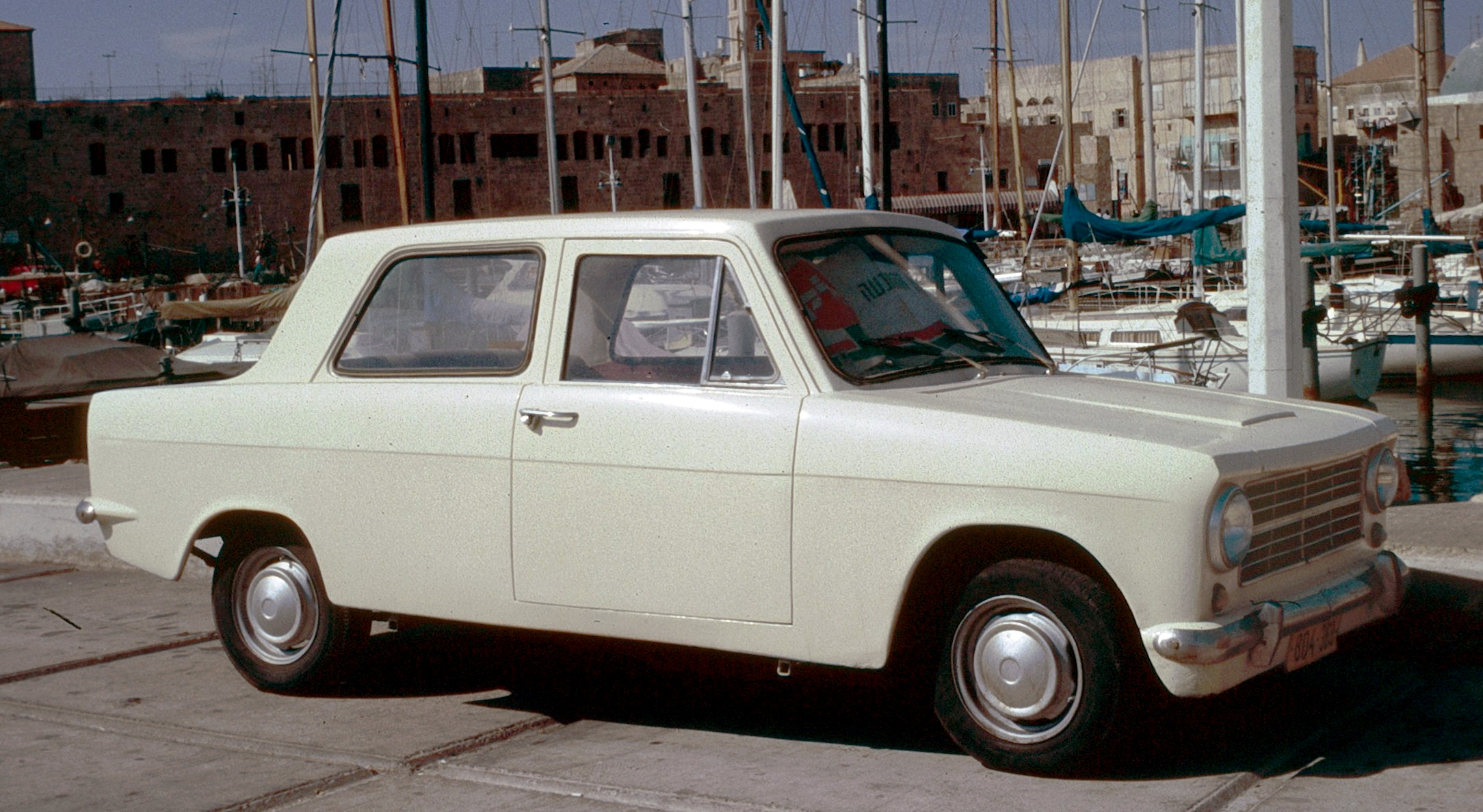
Sabra Carmel

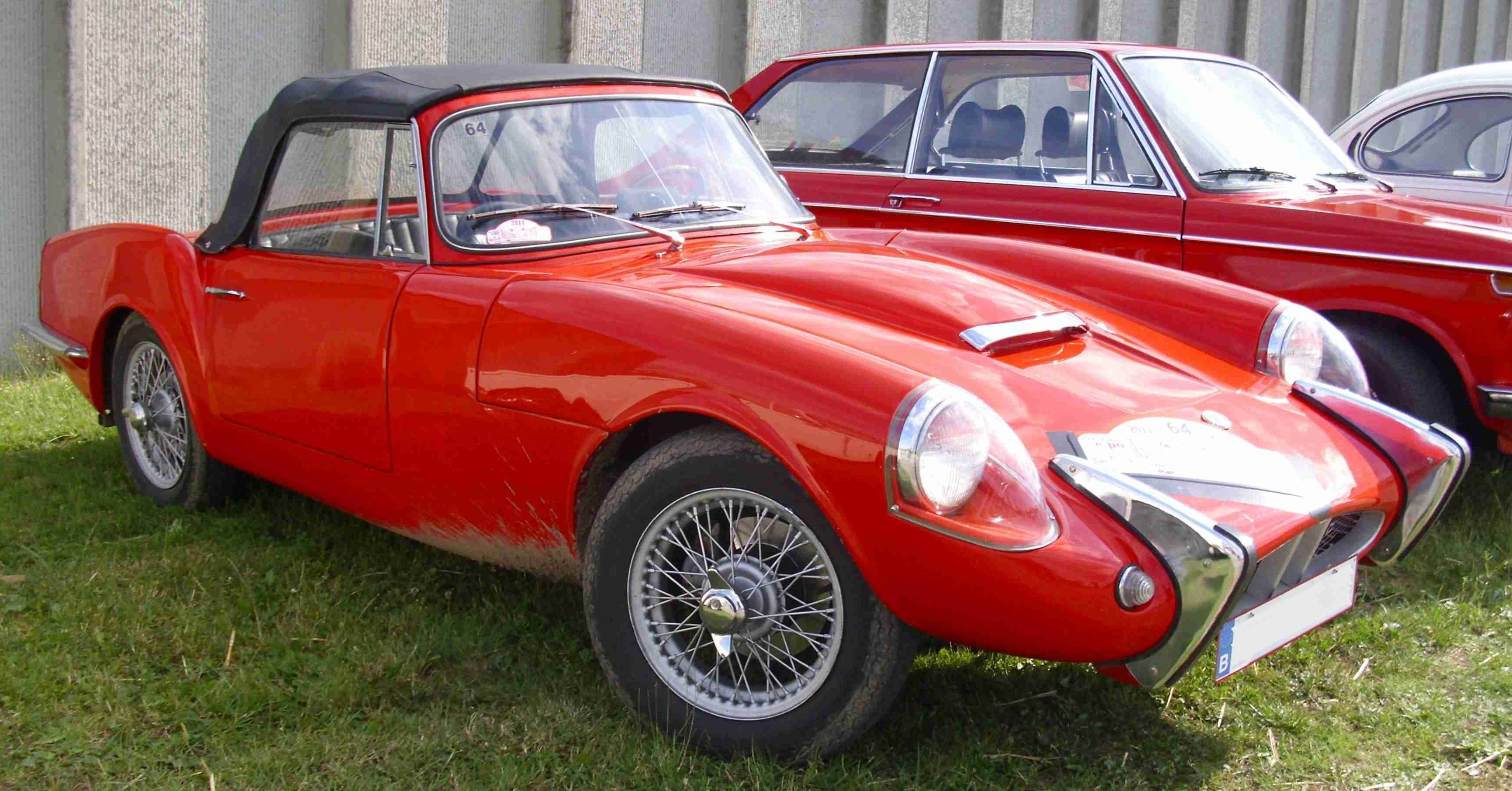
Sabra

- Sabra Ashley GT
- Sabra Carmel (צברה כרמל)
- Sabra Dragoon
- Sabra Gilboa (צברה גלבוע)
- Sabra Rom
- Sabra Sport
- Sabra Sussita (צברה סוסיתא)

## Vertriebsmärkte
- Israel
- Belgien
- Deutschland
- Niederlande
- Kanada
- Luxemburg
- Schweiz
- Vereinigte Staaten